# Sveti Lovreč Pazenatički
Lovreč, popis 1991; skupaj: 288
Sveti Lovreč Pazenatički (do leta 1991 samo Lovreč) je naselje na Hrvaškem, ki je središče občine Sveti Lovreč v Istrski županiji.

## Lega
Sveti Lovreč Pazenatički je naselje v zahodnem delu Istre, 14 km jugovzhodno od Poreča. Naselje leži na 197 metrov nadmorske višine ob cesti E751, ki povezuje Pulj s Koprom in Trstom.

## Zgodovina
Sveti Lovreč Pazenatički (prej Sveti Lavrenac, Sveti Lovreč Paženatički do leta 1991 Lovreč) je bil poseljen že v prazgodovini. Sedanje ime je kraj dobil po na pokopališču stoječi cerkvici sv. Lovre iz 8. stoletja. V kraju stojita še župnijska cerkev sv. Martina s tremi apsidami zgrajena med 9. in 11. stoletjem. V stanskih apsidah so ostanki fresk iz 11. in 15. stoletja ter leseni oltar, ki ga je izdelal domači mojster v 15. stoletju  Poleg mestnih vrat stoji še cerkvica sv. Balža zgrajena leta 1460 z elementi ljudske gotike. Na glavnem trgu stojita baročna mestna loža in sramotilni steber. Iz rimske dobe je ohranjen lapidarij. Od 10. stoletja je bil Sveti Lovreč središče fevda poreškega škofa. Pod sedanjim imenom se kraj v starih listinah prvič omenja leta 1177, ko Papež Aleksander III. poreškemu škofu potrjuje tam ležeča posestva, cerkve in samostane. Kraj je leta 1271 postal last beneške republike, od leta 1304 je imel tu sedež kapitan (deželni glavar), ki je vodil vse upravne zadeve beneške Istre. Leta 1356 je bil Pazenatički kapitanat razdeljen na dva dela, od katerih je bil enemu sedež v Svetem Lovreču, drugemu pa v Umagu. V današnji čas so ostali ohranjeni obrambni zid z obrambnimi stolpi, mestna vrata in župijska cerkev sv. Martina z ločenim romanskim zvonikom iz 11. stoletja, ki ima obliko obrambnega stolpa, ker je v preteklosti tudi bil del obrambnega zidu.

## Demografija
| Pregled števila prebivalcev po letih | Pregled števila prebivalcev po letih | Pregled števila prebivalcev po letih | Pregled števila prebivalcev po letih | Pregled števila prebivalcev po letih | Pregled števila prebivalcev po letih | Pregled števila prebivalcev po letih | Pregled števila prebivalcev po letih | Pregled števila prebivalcev po letih | Pregled števila prebivalcev po letih | Pregled števila prebivalcev po letih | Pregled števila prebivalcev po letih | Pregled števila prebivalcev po letih | Pregled števila prebivalcev po letih | Pregled števila prebivalcev po letih |
| ------------------------------------ | ------------------------------------ | ------------------------------------ | ------------------------------------ | ------------------------------------ | ------------------------------------ | ------------------------------------ | ------------------------------------ | ------------------------------------ | ------------------------------------ | ------------------------------------ | ------------------------------------ | ------------------------------------ | ------------------------------------ | ------------------------------------ |
| 1857                                 | 1869                                 | 1880                                 | 1890                                 | 1900                                 | 1910                                 | 1921                                 | 1931                                 | 1948                                 | 1953                                 | 1961                                 | 1971                                 | 1981                                 | 1991                                 | 2001                                 |
| 1062                                 | 1171                                 | 290                                  | 497                                  | 448                                  | 496                                  | 2104                                 | 2202                                 | 388                                  | 379                                  | 322                                  | 293                                  | 266                                  | 288                                  | 307                                  |